# Arnold Kock Textil
Die Arnold Kock Textil GmbH war ein deutsches Textilunternehmen mit Sitz im Steinfurter Ortsteil Borghorst. Es wurde 1875 durch den Textilunternehmer Arnold Kock gegründet. 2014 wurde das Unternehmen von der Firma Wilhelm Wülfing übernommen und in dessen Betrieb integriert.
Das Unternehmen entwickelte und produzierte mit ca. 100 Mitarbeitern textile Gewebe, vor allem Bettwäsche, Tischwäsche, Objekttextilien, OP-Textilien, Afrikadamast, Küchenwäsche und Frottier. Neben der eigenen Weberei gab es weitere Produktionsmöglichkeiten weltweit. Gefertigt wurde für verschiedene eigene Marken und in Lizenz sowie im Privat-Label-Geschäft bedeutender Kunden.

## Unternehmensgeschichte
1875 kaufte der 57-jährige Borghorster Unternehmer Arnold Kock, der bereits an mehreren Textilunternehmen in Borghorst und Nordkirchen beteiligt war, die bereits 1861 gegründete und nach dem Tod der Inhaber von der Insolvenz bedrohte Leinen- und Baumwollweberei „Brinkhaus und Wieschebrink“ und übernahm 33 Mitarbeiter. Er gab dem Unternehmen den Namen „Arnold Kock Textil GmbH“ und konsolidierte es.
Nach seinem Tode 1879 übernahm sein ältester Sohn Eduard Kock (1856–1926) die Geschäftsführung, seine Brüder Arnold Kock (1859–1906) und Franz Kock (1864–1922) waren ebenfalls in leitenden Positionen im Unternehmen tätig. 1885 hatte der Betrieb bereits 240 Mitarbeiter und betrieb 400 mechanische Webstühle.
Im Ersten Weltkrieg wird die Textilproduktion durch fehlende Baumwollimporte stark eingeschränkt. Man musste auf Ersatzstoffe bis hin zu Papierfasern ausweichen.

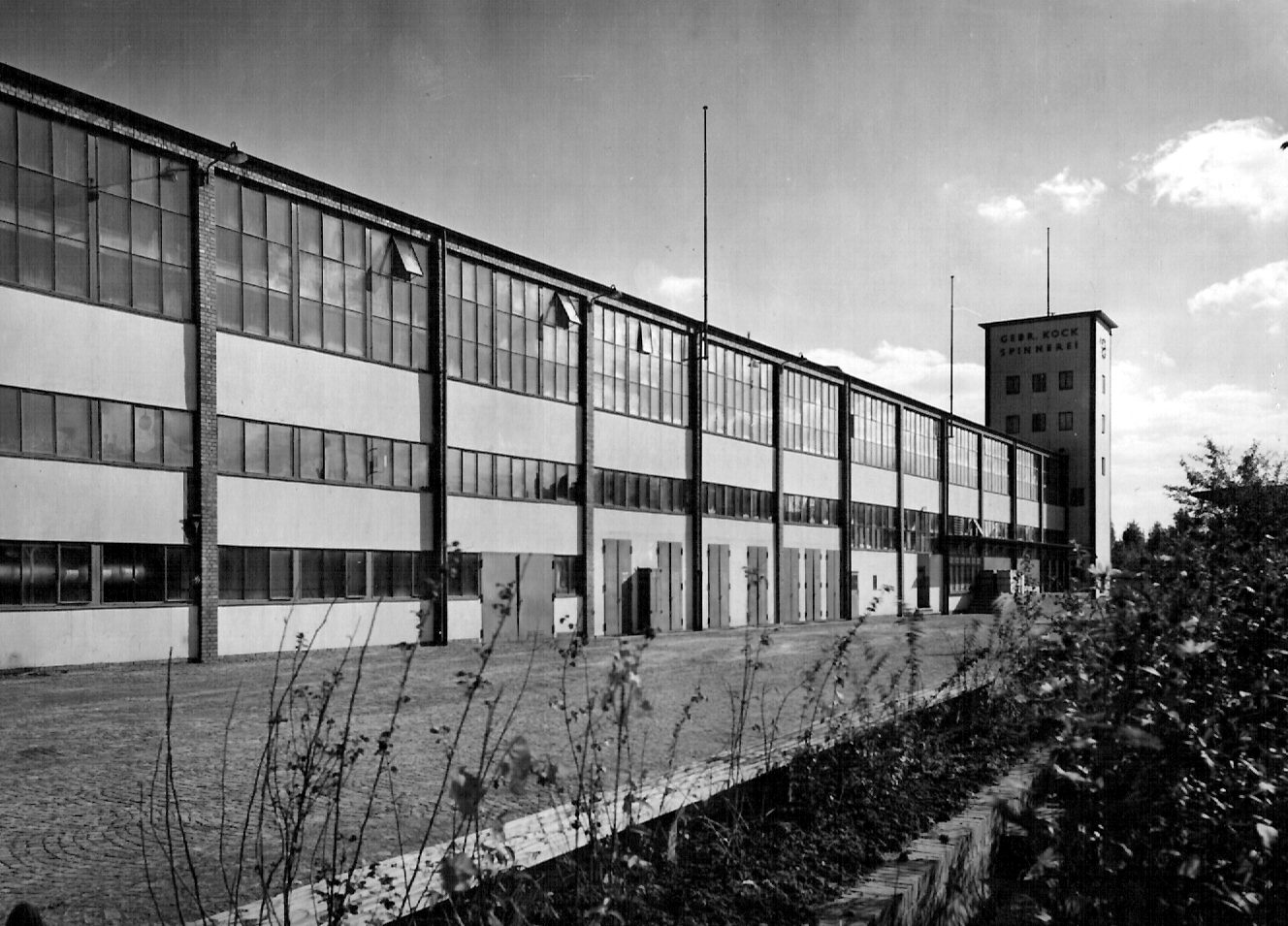
Produktionsgebäude, erbaut 1934

1927 wurde die Weberei konsequent auf moderne Jacquard-Webstühle umgestellt und es wurden Markenartikel entwickelt. 1934–38 erfolgten Erweiterungsbauten durch den Architekten Heinrich Bartmann.
Nach Beseitigung der Kriegsschäden des Zweiten Weltkrieges konnte die Produktion wieder aufgebaut werden. Ab 1952 wurden neue Produktionsschwerpunkte auf Damaste, Drelle und Tischdecken ausgerichtet. Der Markenname Anker wird geprägt, nach einem Detail des Familienwappens von 1776. Ab 1967 setzte man erstmals Acrylfasern bei Tischdecken ein.
Die Textilkrise in den 1960er bis 1990er Jahren als Folge der Globalisierung bewirkte eine verstärkte internationale Ausrichtung des Unternehmens hinsichtlich Beschaffung, Produktion und Absatz. 2002 wurde mit ca. 130 Mitarbeitern noch ein Umsatz von 54 Mio. EUR erzielt. Im Februar 2003 musste jedoch Insolvenz angemeldet werden und der Betrieb wurde daraufhin zunächst mehrheitlich von der Daun-Gruppe erworben. Am 1. September 2014 übernahm die Firma Wilhelm Wülfing in Borken den Geschäftsbetrieb der Firma Arnold Kock Textil GmbH und führte ihn unter ihrem Namen weiter.